# Lédec
Lédec (szlovákul Ladce) község Szlovákiában, a Trencséni kerületben, az Illavai járásban. Tunyogfalva tartozik hozzá.

## Fekvése
Illavától 6 km-re északkeletre, a Vág bal partján fekszik.

## Története
A mai község területén a késő bronzkorban a lausitzi kultúra települése állt.
Lédec település alapításának ideje nem ismert. Az első hiteles feljegyzés a településről Hunyadi Mátyás 1472. február 2-án kelt oklevele, melyben Hathai György korábbi birtokait, a Trencsén megyei Majtény és Lédec falvakat hívének: Podmaniczy Lászlónak adja. A 15. századtól a 18. századig Kasza várának tartozéka volt, ekkor a birtokközpontot Lédecre telepítették át. 1519-ben „Ladecz” néven említik. 1598-ban 35 háza állt. 1720-ban 19 adózója közül 12 zsellér volt. 1747-ben felépítik a kastélyt. A kastély előtti templom építése 1766-ban fejeződött be. 1773-ban „Ladcze” néven említik. 1784-ben 97 házában 112 családban 574 lakos élt. A kastély 1792-ben nyeri el végleges formáját.
A 18. század végén Vályi András így ír róla: „LEDECZ. Ladicze. Tót falu Trentsén Várm. földes Ura G. Illésházy Uraság, és mások, a’ kinek épűleteikkel díszesíttetik, lakosai katolikusok, és másfélék is, fekszik Kassához nem meszsze, és annak filiája, földgye termékeny, legelője jó, fája is van.”
1828-ban 63 háza volt 634 lakossal, akik főként mezőgazdasággal foglalkoztak.
Fényes Elek 1851-ben kiadott geográfiai szótárában így ír a faluról: „Lédecz, tót falu; Trencsén vmegyében, Kossához 1 fertály, a Vágh bal partján, s a Sziléziába vivő országútban: 622 kath., 1 evang., 13 zsidó lak. Termékeny határ, jó legelő, sok csinos urasági épület, és egy kath. filial. templom. F. u. többen. Ut. posta Trencsén.”
1883-ban a községet eléri a vasúthálózat. 1890-ben felépült a cementgyár, 1893-ban megnyílt a népiskola. 1912-ben önálló vasútállomás lett. A trianoni békéig Trencsén vármegye Illavai járásához tartozott.
A szlovák nemzeti felkelés idején lakói támogatták a hegyek közt megbúvó partizánokat. Megtorlásként 1945. április 14-én a németek 30 házat gyújtottak fel a felsőlédeci részen. Április 16-án a cementgyár udvarán 19 helyi lakost végeztek ki. A falu kultúrháza 1953-ban épült. 1976-ban csatolták hozzá Tunyogfalvát.

## Népessége
| Év:            | 1994. | 2004.   | 2014.   | 2024.   |
| -------------- | ----- | ------- | ------- | ------- |
| Emberek száma: | 2605  | 2561    | 2648    | 2462    |
| Eltérés:       |       | -1,68 % | +3,39 % | -7,02 % |

| Év:            | 2023. | 2024.   |
| -------------- | ----- | ------- |
| Emberek száma: | 2482  | 2462    |
| Eltérés:       |       | -0,80 % |

1880-ban 607 lakosából 4 magyar és 561 szlovák anyanyelvű volt.
1890-ben 797 lakosából 17 magyar és 677 szlovák anyanyelvű volt.
1900-ban 1113 lakosából 42 magyar és 952 szlovák anyanyelvű volt.
1910-ben 1052 lakosából 75 magyar és 862 szlovák anyanyelvű volt. Tunyogfalván 30 magyar és 233 szlovák anyanyelvű élt.
1921-ben 1190 lakosából 12 magyar, 17 német, 20 zsidó, 1031 csehszlovák, 7 egyéb nemzetiségű és 103 állampolgárság nélküli volt; ebből 1121 római katolikus, 38 izraelita, 8 evangélikus, 3 református és 20 egyéb vallású volt.
1930-ban 1618 lakosából 13 magyar, 50 német, 12 zsidó, 1473 csehszlovák, 2 egyéb nemzetiségű és 68 állampolgárság nélküli volt.
1970-ben 2216 lakosából 2 magyar, 15 cseh, 1 orosz, 2197 szlovák és 1 egyéb nemzetiségű volt. Tunyogfalván 582 szlovák élt.
1980-ban 2851 lakosából 15 cseh és 2836 szlovák volt.
1991-ben 2633 lakosából 3 magyar, 44 cigány, 15 cseh, 1 morva és 2570 szlovák volt.
2001-ben 2609 lakosából 1 magyar, 31 cigány, 14 cseh, 2499 szlovák, 4 egyéb és 60 ismeretlen nemzetiségű volt.
2011-ben 2631 lakosából 2387 szlovák, 13-13 cigány és cseh, 1-1 ruszin, orosz és morva és 215 ismeretlen nemzetiségű volt.
2021-ben 2514 lakosából 2358 (+7) szlovák, (+2) magyar, 11 cigány, 1 (+3) ruszin, 18 (+1) egyéb és 126 ismeretlen nemzetiségű volt.

## Neves személyek
- Itt született 1813-ban Mikovényi Károly honvéd dandár-parancsnok, sótárnok.
- Itt született 1932-ben Pavel Koyš szlovák költő és szerkesztő.
- Itt szolgált Nedeczky Gáspár (1822-1893) római katolikus plébános.
- Itt szolgált Bereczky Endre (1896-1973) magyar vegyészmérnök, egyetemi tanár, tanszékvezető.

## Nevezetességei
- Szent Bálint tiszteletére szentelt római katolikus temploma 1747-ben épült.
- A községben álló kastélyt a Motesiczky család építtette 1744-ben, 1792-ben barokk stílusban építették át. Később Popper gróf vásárolta meg a lánya számára nászajándékul, így házasság révén a Senk grófi családé lett. Később Vlach mérnök vásárolta meg. A kastélyt négy hektáros park övezi.
- A kastély előtt álló templom 1766-ban épült. 1923-ban szerzeteseké lett, akik 1950-ig birtokolták.
- A község cementgyára 1890-ben létesült. A gyárat 1995-ben privatizálták.

## Külső hivatkozások
- Hivatalos oldal
- Községinfó
- Lédec Szlovákia térképén
- Lédec címere
- E-obce.sk Archiválva 2008. szeptember 20-i dátummal a Wayback Machine-ben

## Lásd még
- Tunyogfalva